# Лафит (Луизијана)
Лафит (енгл. Lafitte) насељено је место без административног статуса у америчкој савезној држави Луизијана.

## Демографија
По попису из 2010. године број становника је 972, што је 604 (-38,3%) становника мање него 2000. године.
| Група             | 2000.         | 2010.       |
| Белци             | 1.467 (93,1%) | 890 (91,6%) |
| Афроамериканци    | 18 (1,1%)     | 12 (1,2%)   |
| Азијати           | 8 (0,5%)      | 9 (0,9%)    |
| Хиспаноамериканци | 28 (1,8%)     | 23 (2,4%)   |
| Укупно            | 1.576         | 972         |